# Mongo (miasto)
Mongo – miasto w Czadzie, w regionie Guéra, departament Guéra; 26 tys. mieszkańców (2006). Przemysł spożywczy. W mieście znajduje się port lotniczy Mongo.